# アサヨ峰
アサヨ峰（アサヨみね）は、赤石山脈の甲斐駒ヶ岳と鳳凰山とを結ぶ早川尾根上にある山である。標高は2,799m。甲斐駒ヶ岳、仙丈ヶ岳、北岳といった南アルプス北部の山々を好位置で展望することができる。
山名の由来は、「朝早くから日が当たる山」という意味と言われている。

## 登山

### 登山ルート
北沢峠からのルートと広河原からのルートがある。前者には仙水峠を経て、もしくは直登で栗沢山へ登り早川尾根を縦走するルートであり、後者は広河原峠に登り、これもまた早川尾根を伝うルートである。麓や車の通じる所から直接登る登山道はない。

### 周辺の山小屋
- 仙水小屋
- 北沢駒仙小屋、長衛荘、大平山荘
- 早川尾根小屋

## 近隣の山
- 甲斐駒ヶ岳
- 仙丈ヶ岳
- 栗沢山
- 鳳凰山

## ギャラリー

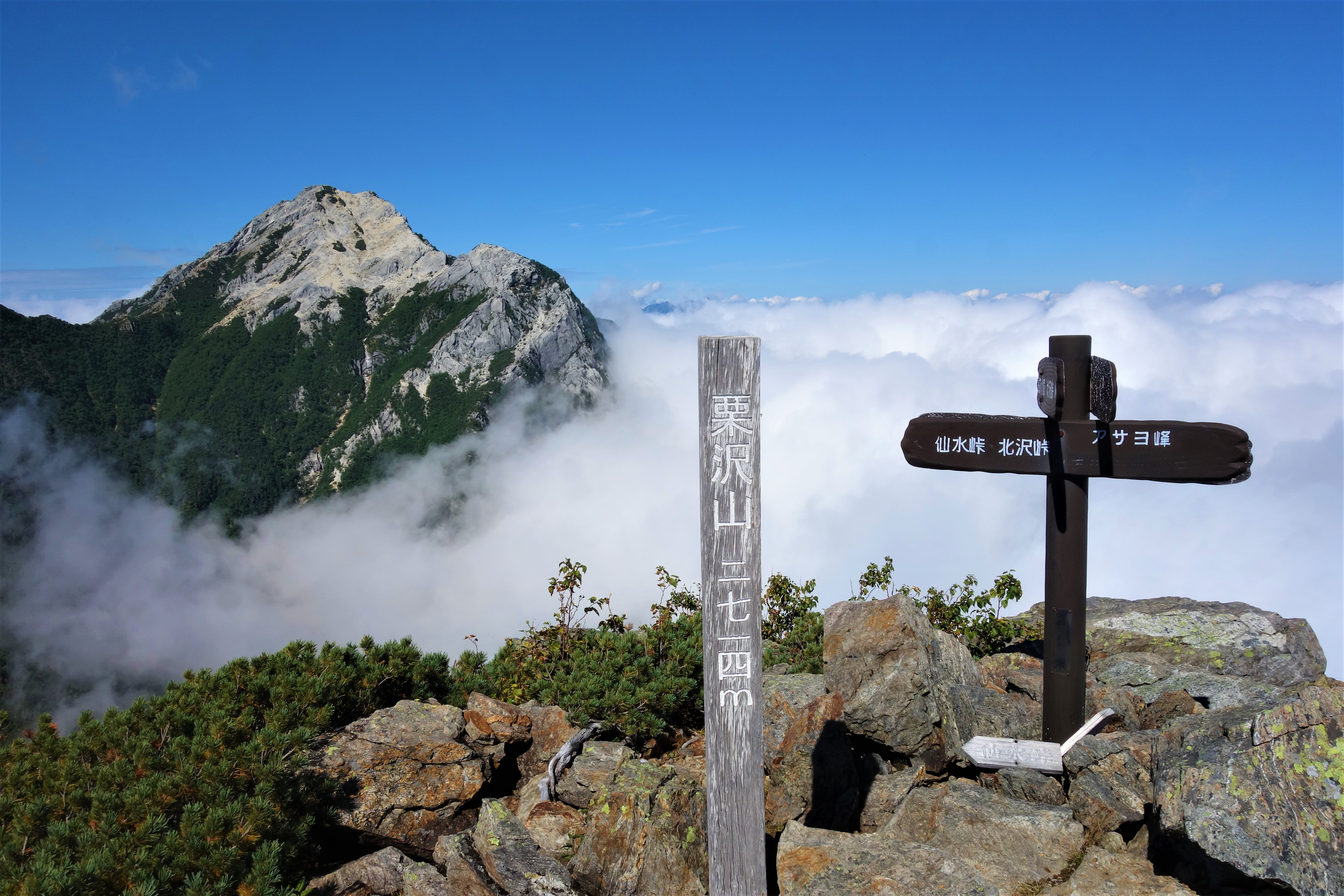
栗沢山からの甲斐駒ヶ岳
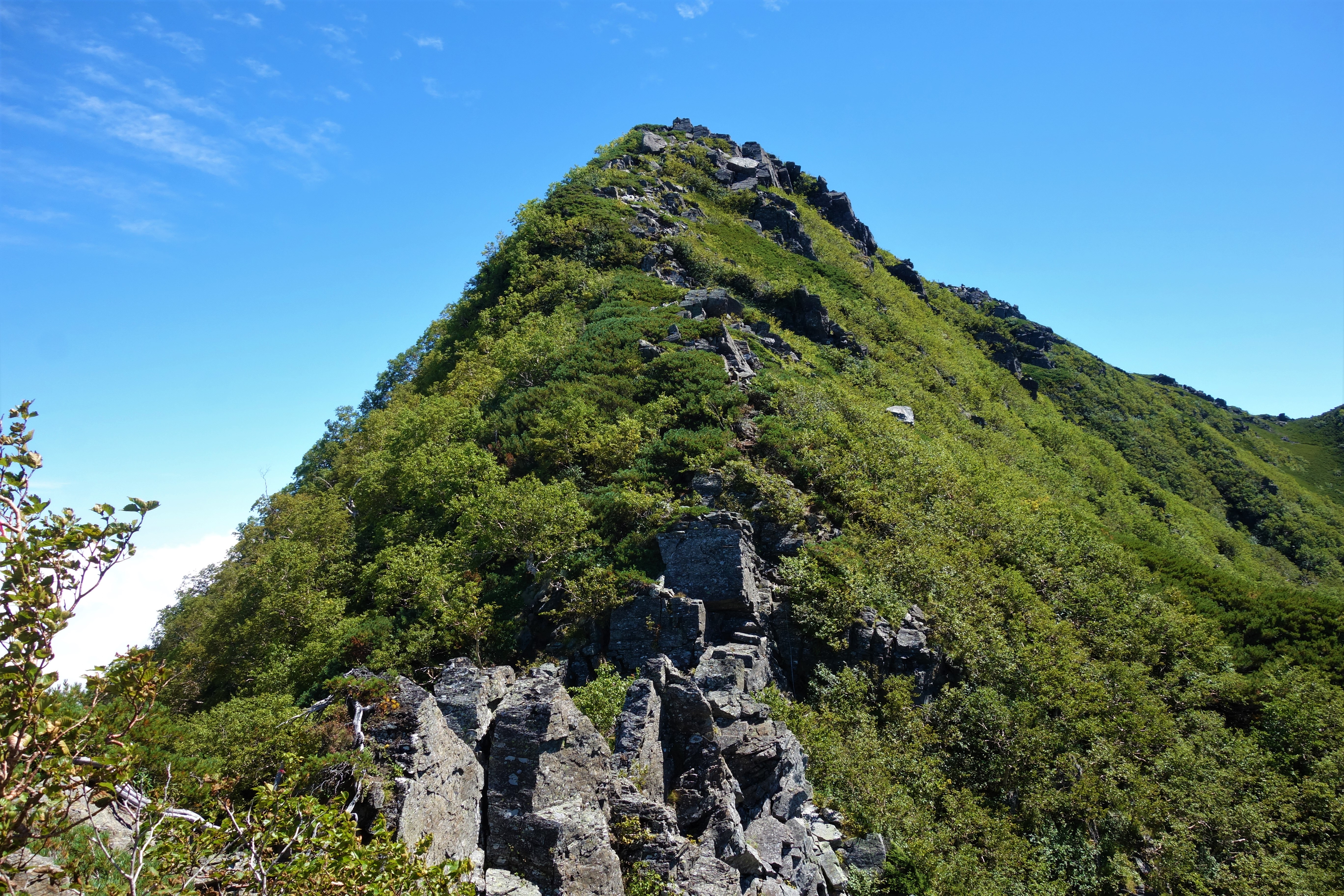
栗沢山からアサヨ峰への登り
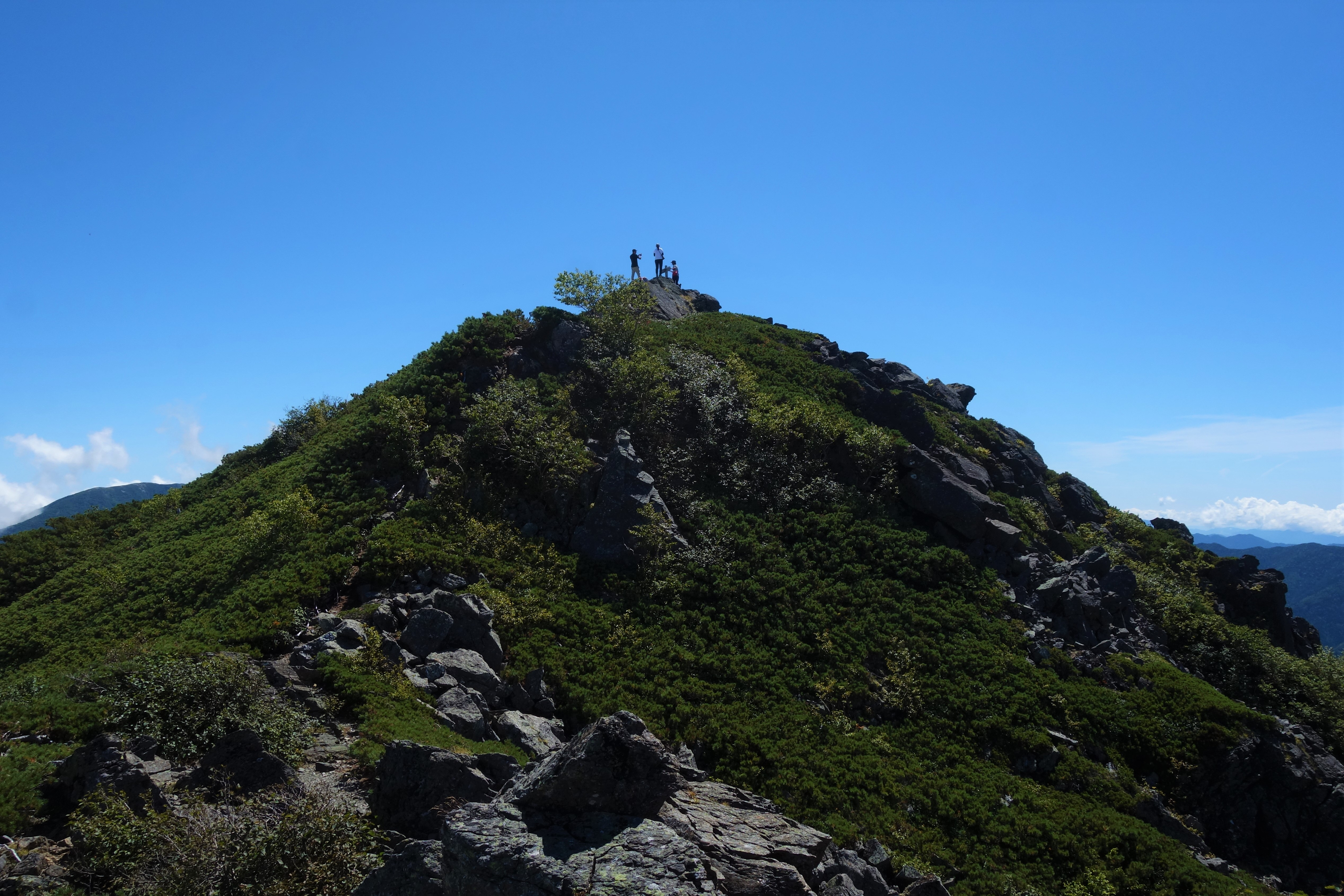
アサヨ峰山頂部
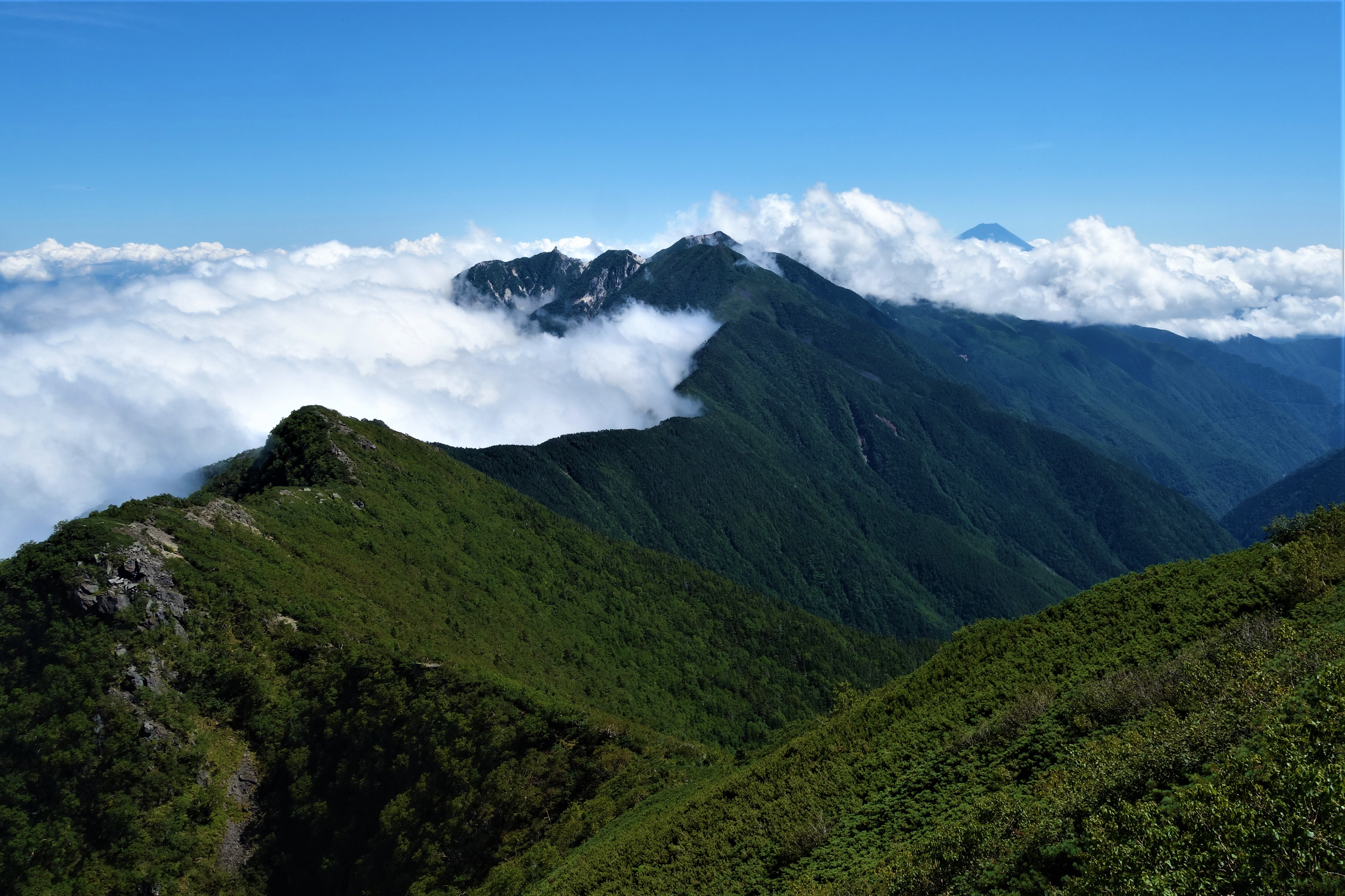
アサヨ峰からの鳳凰三山と富士山
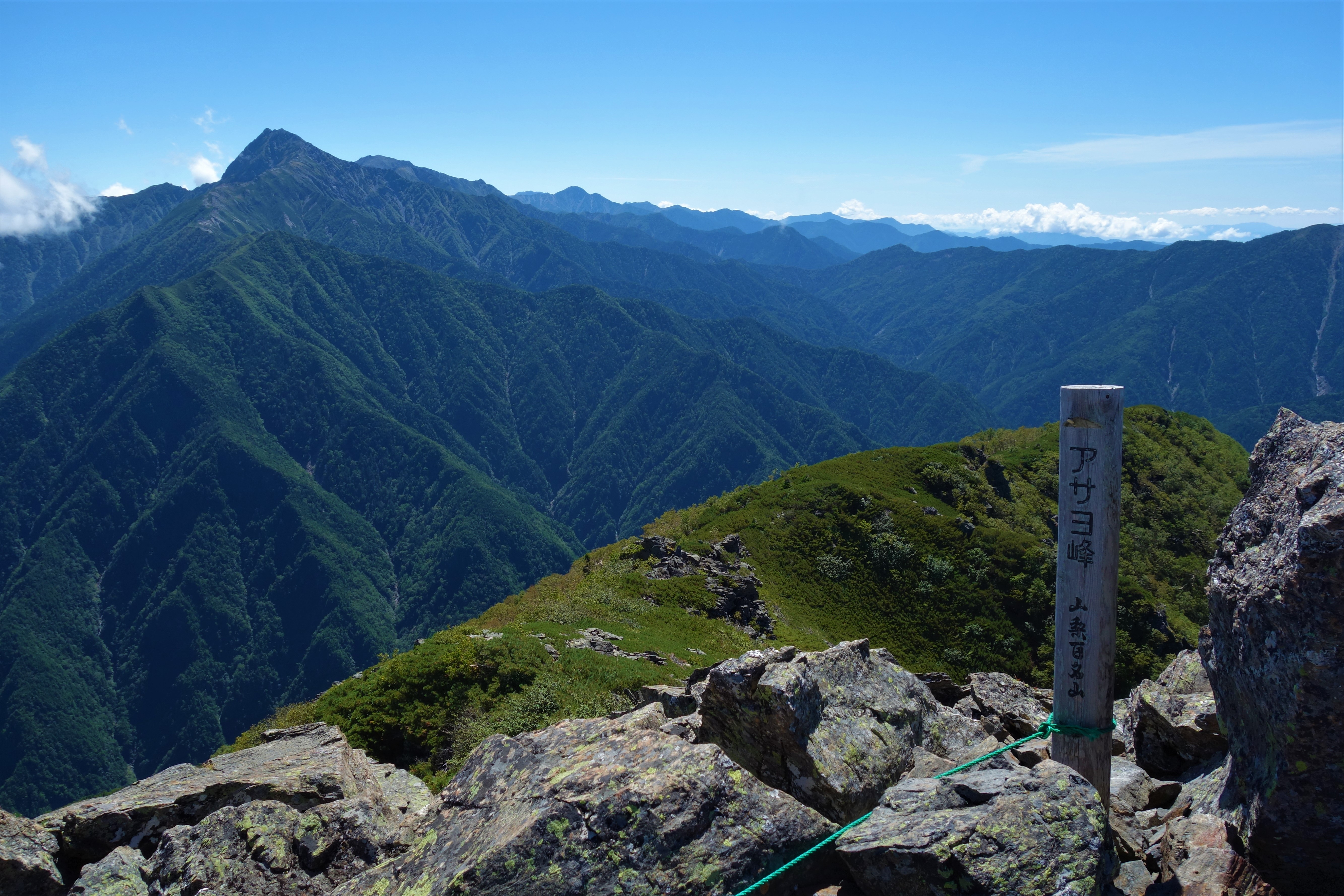
アサヨ峰からの北岳と間ノ岳
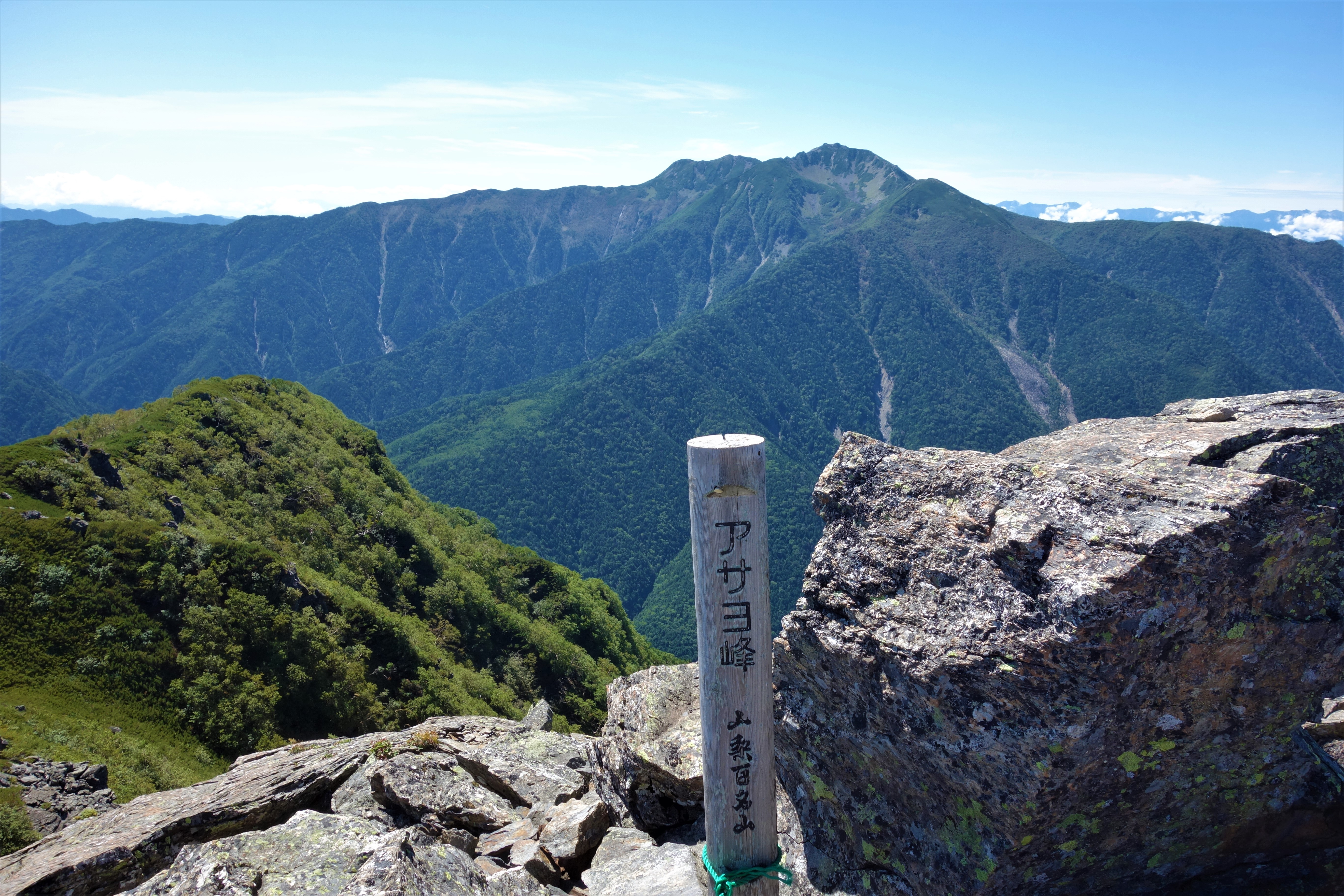
アサヨ峰からの仙丈ヶ岳
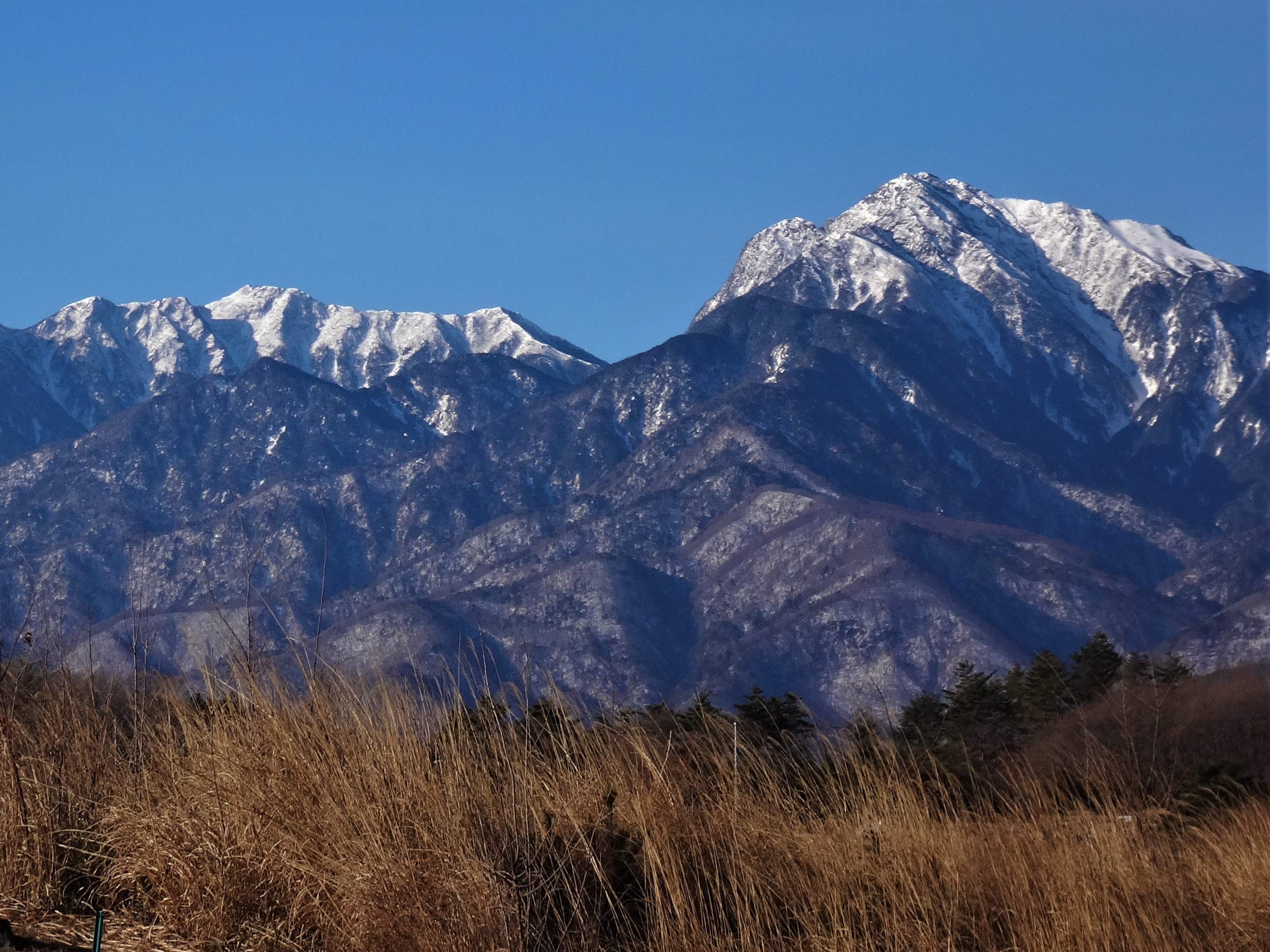
八ヶ岳パーキングエリアからのアサヨ峰と甲斐駒ヶ岳